# Église Saint-Symphorien de Witry-lès-Reims
L'église de Witry-lès-Reims est une église gothique construite au XIIe siècle, dédiée à saint Symphorien et située dans la Marne .

## Historique
L'église de Witry date des XIIe et XIXe siècles. Elle était sous-dimensionnée en 1774 mais ne fut agrandie qu'en 1893. L'abbé Dessailly décide la destruction de l'ancien édifice à l'exception de la tour. Elle  est presque détruite en 1914-1915.  L'église est classée monument historique le 5 août 1922.

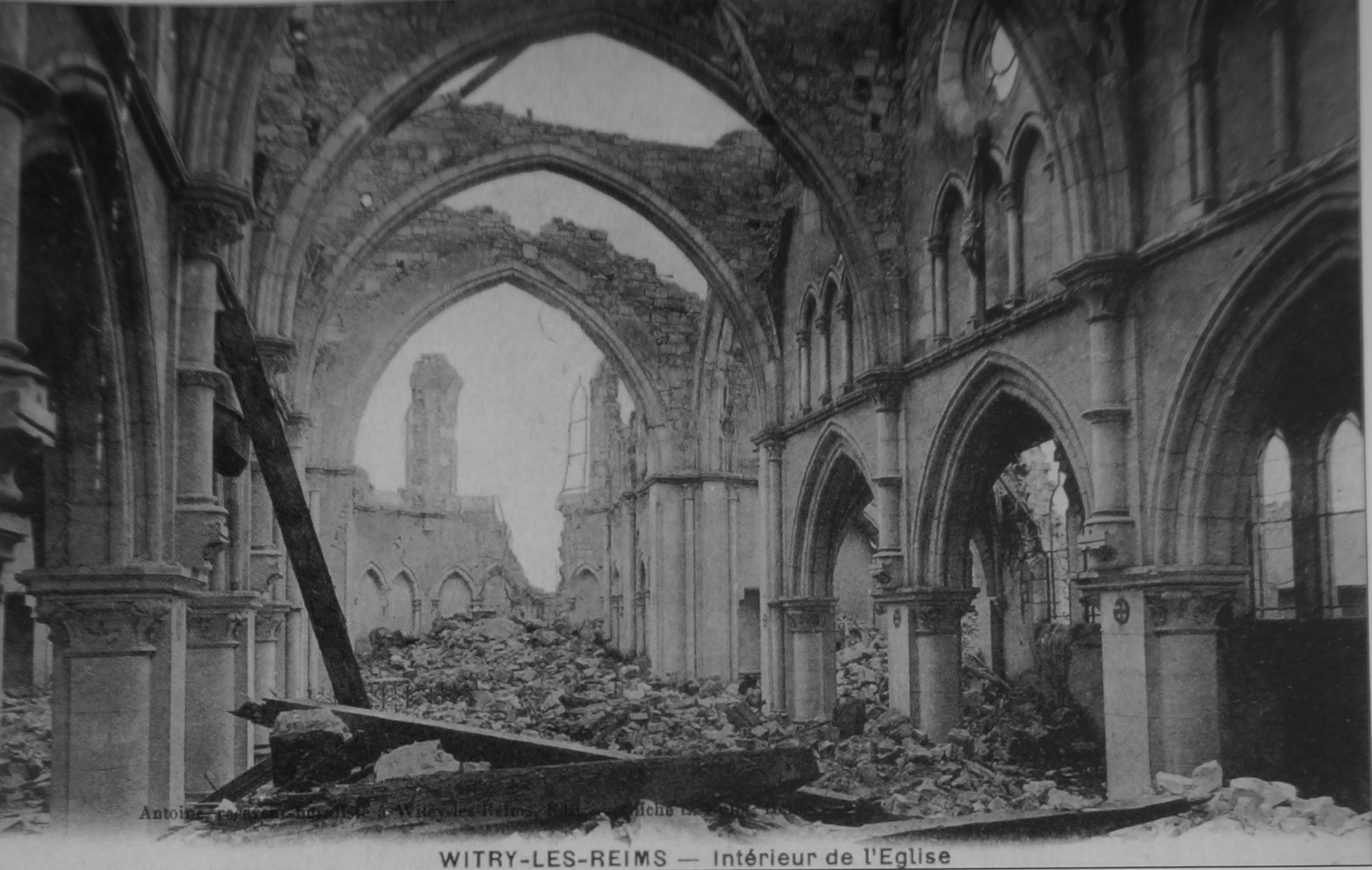
Dommages lors de
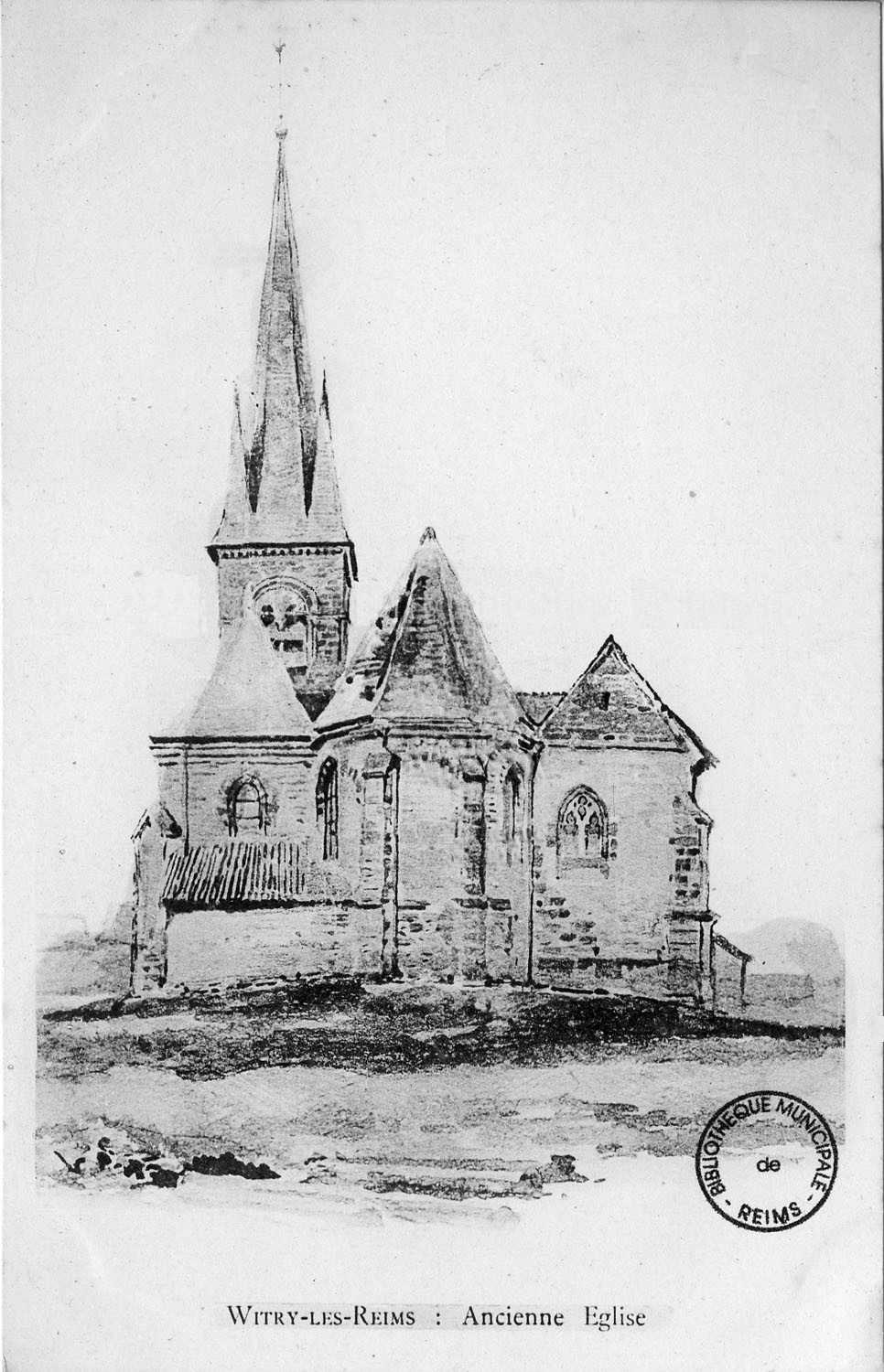
la Grande guerre.

## Galerie de photographies

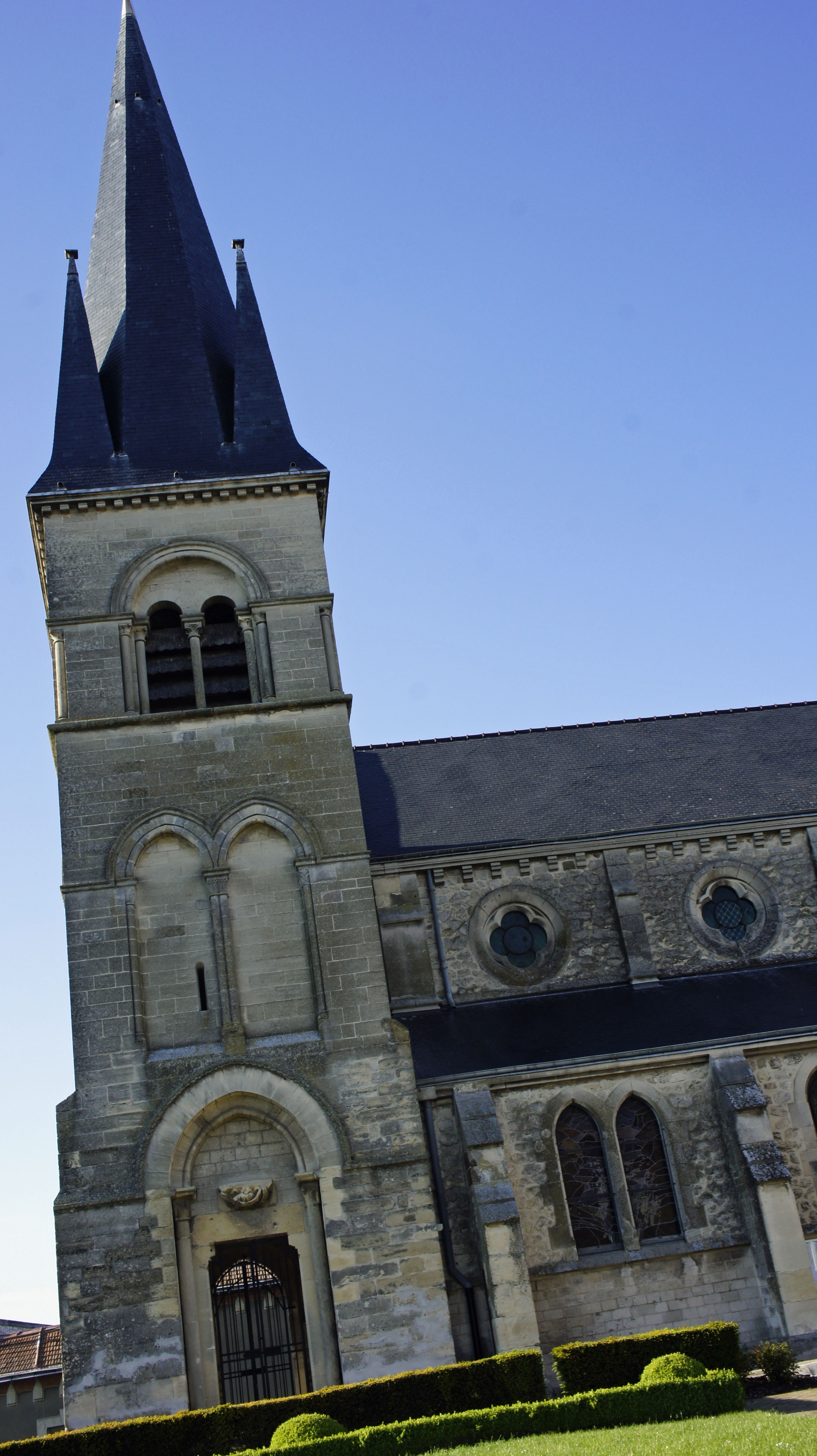
Tour clocher.
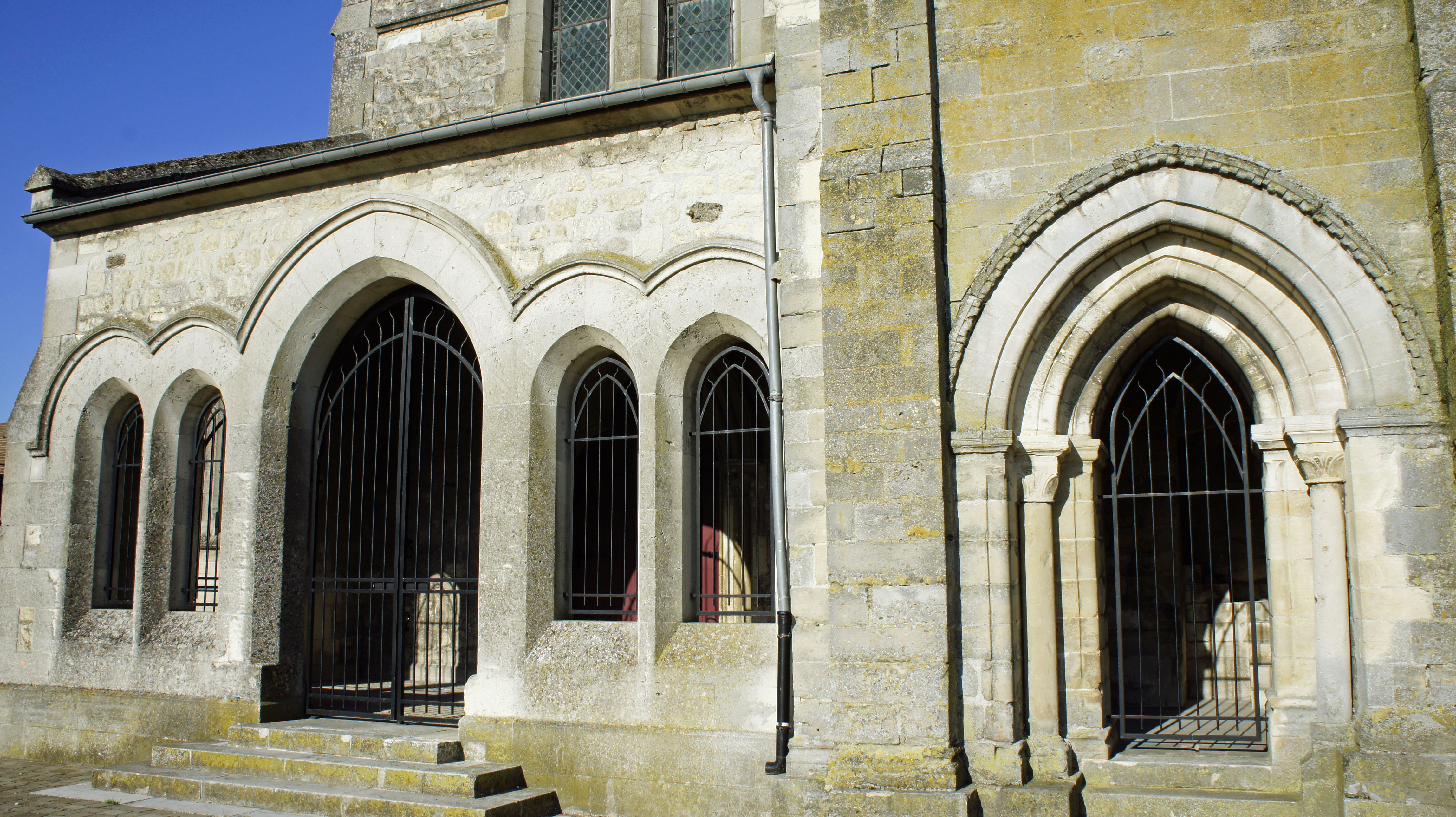
La galerie champenoise à côté de la tour.
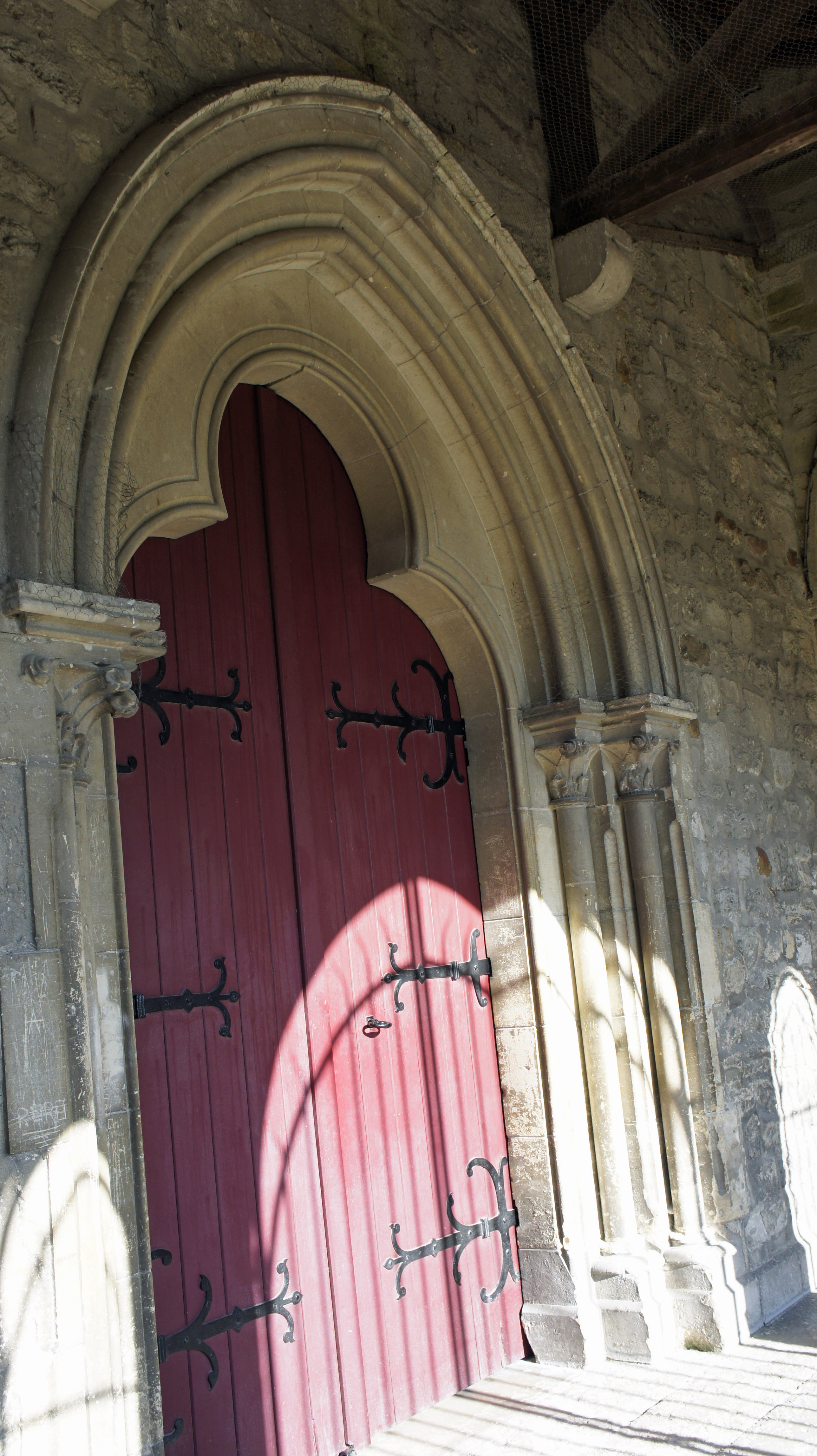
Intérieur du porche.